# Liste der Kulturdenkmale in Elmshorn
In der Liste der Kulturdenkmale in Elmshorn sind alle Kulturdenkmale der schleswig-holsteinischen Stadt Elmshorn (Kreis Pinneberg) aufgelistet (Stand: 21. Juli 2025).

## Legende
In den Spalten befinden sich folgende Informationen:
- Objekt-ID: die Nummer des Kulturdenkmales
- Lage: die Adresse des Kulturdenkmales und die geographischen Koordinaten. Kartenansicht, um Koordinaten zu setzen. In der Kartenansicht sind Kulturdenkmale ohne Koordinaten mit einem roten Marker dargestellt und können in der Karte gesetzt werden. Kulturdenkmale ohne Bild sind mit einem blauen Marker gekennzeichnet, Kulturdenkmale mit Bild mit einem grünen Marker.
- Offizielle Bezeichnung: Bezeichnung des Kulturdenkmales
- Beschreibung: die Beschreibung des Kulturdenkmales
- Bild: ein Bild des Kulturdenkmales

## Sachgesamtheiten
| Objekt-ID      | Lage                                                                           | Offizielle Bezeichnung | Beschreibung | Bild                             |
| -------------- | ------------------------------------------------------------------------------ | ---------------------- | --- | -------------------------------- |
| 50338          | Bismarckstraße 2 (53° 45′ 22″ N, 9° 39′ 13″ O)                                 | Bismarckschule         | Bismarckschule; 1895-97, Stadtbaumeister Diesend, Umbau 1908-09; breitgelagerter dreigeschossiger Backsteinbau, neugotische Bauzier und Gliederungselemente; Turnhalle 1898 - Begründung: geschichtlich, städtebaulich - Schutzumfang: Bismarckschule, Turnhalle | BW                               |
| 50135 Wikidata | Feldstraße 42 (53° 45′ 27″ N, 9° 39′ 15″ O)                                    | Jüdischer Friedhof     | Sachgesamtheit Jüdischer Friedhof Elmshorn; 1685 entstanden, bis in die 1. Hälfte des 20. Jhs. belegt; rund 1700 m² großer Friedhof mit rund 170 Grabmälern, einer umlaufenden Hainbuchenhecke als Einfriedung sowie einer im neogotischen Stil 1906 errichteten Trauerhalle und einer südlich davon gelegenen Eingangspforte - Begründung: geschichtlich, wissenschaftlich, künstlerisch, städtebaulich - Schutzumfang: Jüdischer Friedhof mit Grabsteinen, Eingangspforte, Einfriedung; Trauerhalle                                                                     | weitere Fotos \| Fotos hochladen |
| 37276 Wikidata | Berliner Straße 18, Schloßstraße 5, Vormstegen 23 (53° 45′ 3″ N, 9° 39′ 29″ O) | Knecht’sche Hallen     | Knecht’sche Hallen, zw. 1870 und 1939, ehem. Lederfabrik, Werksanlage mit Fabrikantenvilla, Villa um 1870, Werksgebäude zwischen 1905 und 1939, Erweiterungen um 1911, 1916-18 und um 1920, eng verzahnte heterogene Baugruppe mit markantem fünfgeschossigem Hauptgebäude, Anlage 1939 mit roter Klinkergliederung vereinheitlichend zusammengefasst - Begründung: geschichtlich, städtebaulich, technisch - Schutzumfang: Hauptgebäude (Schloßstraße 5), Werksgebäude 1 und 2 (Schloßstraße 5), Werksgebäude 3 und Kranhaus (Berliner Straße 18), Villa (Vormstegen 23) | BW                               |

## Mehrheit von baulichen Anlagen
| Objekt-ID      | Lage                                                         | Offizielle Bezeichnung              | Beschreibung | Bild                             |
| -------------- | ------------------------------------------------------------ | ----------------------------------- | --- | -------------------------------- |
| 39288 Wikidata | Kaltenweide 84, 85 (53° 45′ 39″ N, 9° 40′ 17″ O)             | Backsteinvillen Kaltenweide 84, 85  | Backsteinvillen Kaltenweide 84-85; um 1911, 1934; kleine Baugruppe von zweigeschossigen Backsteinvillen mit Walmdächern, der frühere Bau in reformorientierten Heimatschutzmotiven, der jüngere in versachlichten Formen - Begründung: geschichtlich, künstlerisch, städtebaulich - Schutzumfang: Villa Asmussen (Kaltenweide 84), Villa (Kaltenweide 85) | weitere Fotos \| Fotos hochladen |
| 41596          | Mühlendamm 15, 19, 21, 23 (53° 45′ 17″ N, 9° 39′ 55″ O)      | Villen Mühlendamm 15-23             | Villen Mühlendamm; Anfang 20. Jahrhundert; Reihe ein- bis zweigeschossiger Putzbauten im Reformstil mit Schmuckformen des Jugend- bzw. Heimatschutzstils, Sattel- und Walmdächer - Begründung: geschichtlich, städtebaulich - Schutzumfang: Villa Piening (Mühlendamm 15), Villa Schlüter (Mühlendamm 19), Villa (Mühlendamm 21), Villa Au-Kate (Mühlendamm 23) - Mühlendamm 15: Das Wohnhaus wurde 1905 vom Mühlenbesitzer Barthold Ferdinand Piening gebaut und befand sich bis 1941 im Besitz der Familie. Nach dem Krieg war hier ein Entbindungsheim eingerichtet. In den 1960er Jahren beherbergte das Gebäude eine örtliche Pfadfindergruppe. Bis 2004 war das Gebäude Sitz des Vereines Sozialtherapeutisches Zentrum der Therapiehilfe. 2006 wurde es zusammen mit dem Elmshorner Haus Elbmarschen durch die noch dem Kreis Pinneberg gehörenden Regio-Kliniken erworben, die nach einer Sanierung des Hauses am Mühlendamm ihre Geschäftsführung von Herbst 2008 bis Frühjahr 2009 zwischenzeitlich von Uetersen dorthin verlegten. Nach mehrheitlicher Übernahme der Regio-Kliniken durch Sana Kliniken ermitteln der Landesrechnungshof Schleswig-Holstein wegen wirtschaftlicher Fehlentscheidungen und die Staatsanwaltschaft unter anderem wegen der Umstände der Sanierung des Gebäudes am Mühlendamm 17 gegen die ehemalige Geschäftsführung der Regio-Kliniken - Mühlendamm: Baujahr: 1908; Bauherr: Ehepaar Helene u. Claus Panje; Baustil: Heimatschutzarchitektur | weitere Fotos \| Fotos hochladen |
| 52033          | Mühlendamm 14, Mühlenstraße 45 (53° 45′ 19″ N, 9° 39′ 50″ O) | Eckbebauung Mühlendamm/Mühlenstraße | Eckbebauung; spätes 19. Jh.; zwei gegenüberliegende dreigeschossige Ziegelbauten mit Putzgliederung, gleichartige und repräsentative Fassadengestaltungen, städtebaulich wirksames Entrée in die Mühlenstraße - Begründung: geschichtlich, städtebaulich - Schutzumfang: Wohn- und Geschäftshaus mit Nebengebäude (Mühlendamm 14), Wohn- und Geschäftshaus (Mühlenstraße 45) | weitere Fotos \| Fotos hochladen |
| 41598          | Roonstraße 18, 20 (53° 45′ 36″ N, 9° 40′ 6″ O)               | Villen Roonstraße 18-20             | Villen Roonstraße 18-20; 1913, Bauherren Otto August Junge und Christian Riis; eingeschossige, giebelständig errichtete Villenbauten unter Sattel- bzw. Mansarddach in exemplarischen Formen der Reformarchitektur; Villa Junge (Nr. 18) und Villa Carla (Nr. 20) - Begründung: geschichtlich, städtebaulich - Schutzumfang: Wohnhaus (Roonstraße 18), Villa Carla (Roonstraße 20) | Fotos hochladen                  |

## Gründenkmale
| Objekt-ID      | Lage                                     | Offizielle Bezeichnung | Beschreibung | Bild            |
| -------------- | ---------------------------------------- | ---------------------- | --- | --------------- |
| 22627 Wikidata | Feldstraße (53° 45′ 27″ N, 9° 39′ 15″ O) | Jüdischer Friedhof     | Baujahr: 1905 (Kapelle); Baustil: Neugotik; Der Friedhof mit seinen 130 Grabsteinen gehört zu den seltenen Zeugen jüdischer Kultur in Schleswig-Holstein. Die jüdische Gemeinde errichtete die abgebildete Friedhofskapelle im Jahre 1905, Maurermeister Feldvoß wurde mit der Ausführung beauftragt. Die Inschrift auf der Marmortafel über dem Eingang lautet: „Der Staub kehrt zur Erde zurück, wovon er war. Der Geist schwingt sich auf zu Gott, der ihn gab.“ 1685 sicherte Graf Detlev zu Rantzau dem Juden Berend Levi diesen Begräbnisplatz zu. Die damals gegründete jüdische Gemeinde pachtete zunächst das Gelände, 1828 schließlich wurde es käuflich erworben. In der Zeit des Nationalsozialismus hat es massive Versuche zur Auflösung und Einebnung des Friedhofs gegeben. Obwohl die 1938 nur aus 30 Personen bestehende jüdische Gemeinde 1941 mit dem Fortzug des letzten Glaubensjuden ganz aufgelöst wurde, konnte der Friedhof das Dritte Reich überdauern. Er untersteht seit 1960 der jüdischen Gemeinde in Hamburg. Jüdischer Friedhof Elmshorn; 1685 entstanden, bis in die 1. Hälfte des 20. Jhs. belegt; rund 1700 m² großer Friedhof mit rund 170 Grabmälern, Einfriedung in Form einer umlaufenden Hainbuchenhecke mit Eingangspforte - Begründung: geschichtlich, wissenschaftlich, künstlerisch, städtebaulich - Schutzumfang: Jüdischer Friedhof, Grabsteine, Eingangspforte, Einfriedung - Denkmaltyp: Gründenkmal, Sachgesamtheit: Jüdischer Friedhof | Fotos hochladen |

## Ehemalige Kulturdenkmale
Bis zum Inkrafttreten der Neufassung des schleswig-holsteinischen Denkmalschutzgesetzes am 30. Januar 2015 waren in der Stadt Elmshorn nachfolgend aufgeführte Objekte als Kulturdenkmale gemäß §1 des alten Denkmalschutzgesetzes (DSchG SH 1996) geschützt:
| Objekt-ID | Lage                                                      | Offizielle Bezeichnung              | Beschreibung | Bild                                    |
| --------- | --------------------------------------------------------- | ----------------------------------- | --- | --------------------------------------- |
|           | Alter Markt 7 (53° 45′ 11″ N, 9° 39′ 8″ O)                | Wohn- und Geschäftshaus             | | Fotos hochladen                         |
|           | Alter Markt 12 (53° 45′ 12″ N, 9° 39′ 8″ O)               | Wohnhaus                            | Ehemaliges Wohn- und Geschäftshaus der Ölmühle; Baujahr: um 1900; Bauherr: Ölmühle M. Junge M.S.; Das Haus war ursprünglich Wohn- und Kontorhaus der Ölmühle Junge. Der dahinter liegende Mühlenkomplex wurde zuletzt von der Genossenschaftsmühle Elmshorn genutzt. Er wurde 1992 abgerissen, um auf dem Gelände die Einkaufspassage zu bauen, die eine Verbindung zur Schulstraße herstellt. | Fotos hochladen                         |
|           | Alter Markt 15 (53° 45′ 13″ N, 9° 39′ 9″ O)               | Wohn- und Geschäftshaus             | Baujahr: 1914; Bauherr: Gerbermeister Ernst Reinhard; Architekt: Richard Wagner aus Hamburg | Fotos hochladen                         |
|           | Bahnhofsvorplatz (53° 45′ 19″ N, 9° 39′ 29″ O)            | Floradenkmal; abgerissen            | | BW                                      |
|           | Bauerweg 24 (53° 45′ 22″ N, 9° 39′ 46″ O)                 | Wohnhaus                            | Wohnhaus von 1931; Bauherr: Dr. Ritschel (Arzt); Das Haus Bauerweg 24 ist ein vom Dessauer Bauhausstil beeinflusstes Werk des Pinneberger Architekten Klaus Groth (1893–1979). Schlichte und klare Formen sollten den mit geschichtlichen Stilanleihen überladenen Baustil der Jahrhundertwende ablösen. Klaus Groth, der anfänglich durch die Grundsätze der Heimatschutzarchitektur geprägt war, näherte sich in seinen späteren Bauten dem Bauhausstil an. | Fotos hochladen                         |
|           | Beselerstraße 4 (53° 45′ 26″ N, 9° 39′ 13″ O)             | Wohnhaus                            | Baujahre: 1901/02; Bauherr: Katholische Kirchengemeinde Elmshorn; Pastorat und Gemeindezentrum mit Kindergarten | Fotos hochladen                         |
|           | Bismarckstraße 1 (53° 45′ 20″ N, 9° 39′ 13″ O)            | Ehemaliges Wohnhaus                 | Ursprungsbau: Bauzeit: um 1928, Bauherr: Karl Rostock; Umbau: Bauzeit: 1939; Bauherr: Karl Krumbeck; Architekt: Fritz Höger; Konrad-Struve-Museum | Fotos hochladen                         |
|           | Bismarckstraße 13 (53° 45′ 23″ N, 9° 39′ 9″ O)            | Ehem. Lyzeum (ab 1994 VHS Elmshorn) | Baujahr: 1903; Baustil: Neugotik; Architekt: E. Schlüter; das neugotische Backsteingebäude gegenüber der Bismarckschule diente ursprünglich als Höhere Mädchenschule, die 1911 den Namen Städtisches Lyzeum erhielt. Das Lyzeum endete nicht mit dem Abitur. Schülerinnen, die diesen Abschluss anstrebten, durften ab 1920 die oberen Klassen der Bismarckschule besuchen. Zur NS-Zeit wurde das Lyzeum in eine Oberschule für Mädchen umgewandelt. Die nach dem Krieg als Gymnasium für Mädchen weitergeführte Schule erhielt den Namen Elsa-Brändström-Schule. Unter diesem Namen, existiert die Schule heute als Gymnasium für Mädchen und Jungen am Krückaupark. Der Umzug in die neuen Gebäude erfolgte 1969. Das frei gewordene alte Haus diente vorübergehend der KGSE und der Waldorfschule als Unterkunft, seit 1994 ist es Sitz der Volkshochschule Elmshorn. | Fotos hochladen                         |
|           | Bismarckstraße 15 (53° 45′ 24″ N, 9° 39′ 8″ O)            | Wohnhaus                            | Baujahr: 1900; Bauherr: Heinrich Eilers (Geschäftsführer der Ziegelwerke Rotenlehm) | Fotos hochladen                         |
|           | Burdiekstraße 5 (53° 45′ 16″ N, 9° 38′ 10″ O)             | Wohnhaus                            | Bauzeit: um 1913; Baustil: Heimatschutzarchitektur | Fotos hochladen                         |
|           | Burdiekstraße 13 (53° 45′ 21″ N, 9° 38′ 6″ O)             | Wohnhaus und Praxis                 | Bauzeit: unterschiedl. Angaben 1927 / kurz vor 1945; Bauherrin: Clara Wagner; Architekt: Fritz Höger | Fotos hochladen                         |
|           | Catharinenstraße 3 (53° 45′ 22″ N, 9° 39′ 23″ O)          | Wohnhaus                            | | Fotos hochladen                         |
|           | Catharinenstraße 4 (53° 45′ 22″ N, 9° 39′ 24″ O)          | Wohnhaus                            | | BW                                      |
|           | Catharinenstraße 5 (53° 45′ 22″ N, 9° 39′ 23″ O)          | Wohnhaus                            | | Fotos hochladen                         |
|           | Catharinenstraße 6 (53° 45′ 22″ N, 9° 39′ 24″ O)          | Wohnhaus                            | | Fotos hochladen                         |
|           | Catharinenstraße 8 (53° 45′ 23″ N, 9° 39′ 24″ O)          | Wohnhaus                            | Haus links | Fotos hochladen                         |
|           | Catharinenstraße 10 (53° 45′ 23″ N, 9° 39′ 24″ O)         | Wohnhaus                            | | Fotos hochladen                         |
|           | Feldstraße 43 (53° 45′ 28″ N, 9° 39′ 12″ O)               | Wohnhaus                            | | Fotos hochladen                         |
|           | Flamweg 5 (53° 45′ 12″ N, 9° 39′ 0″ O)                    | Wohn- und Geschäftshaus             | | Fotos hochladen                         |
|           | Flamweg 7 (53° 45′ 12″ N, 9° 38′ 59″ O)                   | Wohn- und Geschäftsgebäude          | | Fotos hochladen                         |
|           | Flamweg 125 (53° 45′ 40″ N, 9° 38′ 34″ O)                 | Wohnhaus                            | | Fotos hochladen                         |
|           | Friedensallee 35 (53° 45′ 38″ N, 9° 39′ 44″ O)            | Kirche                              | Stiftskirche (ev.luth.); Baujahr: 1890/91; Baustil: Neugotik; | Fotos hochladen                         |
|           | Fritz-Reuter-Straße 21 (53° 45′ 26″ N, 9° 39′ 47″ O)      | Wohnhaus                            | | Fotos hochladen                         |
|           | Gärtnerstraße 10 (53° 45′ 33″ N, 9° 39′ 18″ O)            | Kontorgebäude                       | | Fotos hochladen                         |
|           | Gärtnerstraße 58 (53° 45′ 27″ N, 9° 39′ 2″ O)             | Wohnhaus                            | | Fotos hochladen                         |
|           | Gärtnerstraße 60 (53° 45′ 27″ N, 9° 39′ 1″ O)             | Wohn- und Geschäftshaus             | | Fotos hochladen                         |
|           | Gärtnerstraße 62 (53° 45′ 27″ N, 9° 39′ 0″ O)             | Wohnhaus                            | | Fotos hochladen                         |
|           | Gärtnerstraße 64 (53° 45′ 27″ N, 9° 39′ 0″ O)             | Wohnhaus                            | | Fotos hochladen                         |
|           | Gärtnerstraße 92 (53° 45′ 24″ N, 9° 38′ 49″ O)            | Ehemaliges Wohnhaus                 | Historische Gaststätte „Drei Kronen“; Baujahr: 1752; Baustil: Niederdeutsches Hallenhaus; Der traditionsreiche Gasthof liegt am Flamweg, der einst wichtigen Landstraße nach Itzehoe. Er beherbergte Fuhrleute und Viehtreiber, die hier auf dem Weg von Hohenwestedt nach Hamburg Station machten. Käsehändler aus Wilster und Viehhändler aus der Marsch stiegen im Gasthof ab. Nach einer alten Überlieferung sollen sich hier einmal die Könige von Dänemark, Norwegen und Schweden getroffen haben, womit der Name „Drei Kronen“ zu erklären ist. Ein Balken, der zur Gärtnerstraße hin zeigt, trägt folgende Inschrift: „HAT DICH ANGST UND NOTH GETROFFEN SY GETROST AUFF GOTT ZU HOFFEN CLAUS TIEDEMANN UND WIEBCKE TIEDEMANNS“ | Fotos hochladen                         |
|           | Goethestraße (53° 45′ 33″ N, 9° 39′ 41″ O)                | Straßenpflaster                     | | Fotos hochladen                         |
|           | Kaltenweide 6 (53° 45′ 23″ N, 9° 39′ 54″ O)               | Ehemaliges Wohnhaus                 | | Fotos hochladen                         |
|           | Kaltenweide 44 (53° 45′ 29″ N, 9° 40′ 9″ O)               | Wohnhaus                            | | Fotos hochladen                         |
|           | Kaltenweide 46 (53° 45′ 30″ N, 9° 40′ 10″ O)              | Wohnhaus                            | | Fotos hochladen                         |
|           | Kaltenweide 48 (53° 45′ 30″ N, 9° 40′ 11″ O)              | Wohnhaus                            | | Fotos hochladen                         |
|           | Kaltenweide 50 (53° 45′ 30″ N, 9° 40′ 11″ O)              | Villa                               | | Fotos hochladen                         |
|           | Kaltenweide 52a (53° 45′ 31″ N, 9° 40′ 13″ O)             | Wohnhaus                            | | Fotos hochladen                         |
|           | Kaltenweide 54 (53° 45′ 32″ N, 9° 40′ 13″ O)              | Villa                               | | Fotos hochladen                         |
|           | Kaltenweide 56 (53° 45′ 32″ N, 9° 40′ 13″ O)              | Wohnhaus                            | | Fotos hochladen                         |
|           | Kaltenweide 64 (53° 45′ 33″ N, 9° 40′ 15″ O)              | Villa                               | | Fotos hochladen                         |
|           | Kaltenweide 66 (53° 45′ 34″ N, 9° 40′ 16″ O)              | Wohnhaus                            | | Fotos hochladen                         |
|           | Kaltenweide 72 (53° 45′ 36″ N, 9° 40′ 16″ O)              | Wohnhaus                            | | Fotos hochladen                         |
|           | Kaltenweide 76 (53° 45′ 37″ N, 9° 40′ 17″ O)              | Villa                               | Eichamt Elmshorn; Baujahr: 1907; Baustil: Heimatschutzarchitektur; Bauherr: Heinrich Piening (Mühlenbesitzer) | Fotos hochladen                         |
|           | Kaltenweide 88 (53° 45′ 39″ N, 9° 40′ 19″ O)              | Villa                               | | Fotos hochladen                         |
|           | Kaltenweide 90 (53° 45′ 40″ N, 9° 40′ 19″ O)              | Wohnhaus                            | Baujahr: 1909; Bauherr u. Architekt: Bauing. Wilhelm Huckfeld; Baustil: Heimatschutzarchitektur – Landhausstil | Fotos hochladen                         |
|           | Kaltenweide 92 (53° 45′ 40″ N, 9° 40′ 19″ O)              | Wohnhaus                            | Baujahr: 1907 | Fotos hochladen                         |
|           | Kaltenweide 98 (53° 45′ 42″ N, 9° 40′ 20″ O)              | Wohnhaus                            | | Fotos hochladen                         |
|           | Kaltenweide 99 (53° 45′ 44″ N, 9° 40′ 18″ O)              | Vereinshaus                         | | BW                                      |
|           | Kaltenweide 112 (53° 45′ 46″ N, 9° 40′ 28″ O)             | Wohnhaus                            | | BW                                      |
|           | Kirchenstraße 2 (53° 45′ 14″ N, 9° 39′ 11″ O)             | Wohnhaus                            | Baujahr: 1892, 1928 grundlegend umgebaut; Baustil: Expressionismus (nach Umbau); Bauherr: Dr. Gerling | Fotos hochladen                         |
|           | Kirchenstraße 6 (53° 45′ 14″ N, 9° 39′ 11″ O)             | Wohnhaus                            | | Fotos hochladen                         |
|           | Kirchenstraße 8 (53° 45′ 15″ N, 9° 39′ 10″ O)             | Wohn- und Geschäftsgebäude          | | BW                                      |
|           | Kleine Gärtnerstraße 9 (53° 45′ 38″ N, 9° 39′ 36″ O)      | Wohnhaus                            | | BW                                      |
|           | Königstraße 6 (53° 45′ 15″ N, 9° 39′ 24″ O)               | Wohn- u. Geschäftshaus              | Baujahre: 1896/97; Baustil: Historismus; Bauherr: Wilhelm Schrader; Architekt: H.Schumacher aus Berlin; Ehem. Café Schrader | Fotos hochladen                         |
|           | Königstraße 13 (53° 45′ 15″ N, 9° 39′ 27″ O)              | Wohn- u. Geschäftshaus              | Das Eckhaus Berliner Straße/Königstraße wurde 1910/11 im Stil der Heimatschutzarchitektur gebaut. Die Bauherren Johann und Hermann Meyn vertrieben elektrische Licht- und Kraftanlagen. | Fotos hochladen                         |
|           | Königstraße 32 (53° 45′ 13″ N, 9° 39′ 19″ O)              | Wohnhaus u. Apotheke                | Baujahr: um 1903; Bauherr: Daniel Feddersen (Buchhandlung); Baustil: Jugendstil; Erdgeschoss modernisiert | Fotos hochladen                         |
|           | Königstraße 37 (53° 45′ 12″ N, 9° 39′ 18″ O)              | Wohn- und Geschäftshaus             | | Fotos hochladen                         |
|           | Königstraße 54 (53° 45′ 12″ N, 9° 39′ 14″ O)              | Wohn- und Geschäftshaus             | | Fotos hochladen                         |
|           | Königstraße 58 (53° 45′ 12″ N, 9° 39′ 12″ O)              | Wohn- u. Geschäftshaus              | Baujahr: 1752; Bauherr: Claus Panje der Ältere; In den 1960er Jahren umgebaut | BW                                      |
|           | Lerchenstraße 73 (53° 44′ 10″ N, 9° 40′ 45″ O)            | Kate                                | | Fotos hochladen                         |
|           | Marktstraße 1 (53° 45′ 12″ N, 9° 39′ 7″ O)                | Wohnhaus und Laden                  | Baujahr: 1750; Bauherr: Franz Diedrich Gätkens (Goldschmied) | Fotos hochladen                         |
|           | Marktstraße 7 (53° 45′ 11″ N, 9° 39′ 5″ O)                | Wohnhaus mit Laden                  | Baujahr: gegen 1800 | Fotos hochladen                         |
|           | Matthias-Kahlke-Promenade 3 (53° 45′ 22″ N, 9° 39′ 25″ O) | Wohnhaus                            | | Fotos hochladen                         |
|           | Moltkestraße 11 (53° 45′ 31″ N, 9° 40′ 3″ O)              | Wohnhaus                            | | Fotos hochladen                         |
|           | Moltkestraße 15 (53° 45′ 31″ N, 9° 40′ 0″ O)              | Villa                               | | Fotos hochladen                         |
|           | Moltkestraße 21 (53° 45′ 32″ N, 9° 39′ 57″ O)             | Wohnhaus                            | | BW                                      |
|           | Mühlenstraße 9 (53° 45′ 18″ N, 9° 39′ 38″ O)              | Ehemaliges Speichergebäude          | Baustil: Neubarock (Fassade); der Futtermittelfabrikant Jakob Schwarzkopf verlegte sein 1907 gegründetes „Tranatogen-Werk“ von der Catharinenstraße in die Mühlenstraße (Unter dem Namen Tranatogen wurde Lebertran in der Tiernahrung eingesetzt). Dazu ließ er 1910 das abgebildete Haus mit dem Speicheranbau errichten. Das Vorderhaus zeigt eine reiche Gliederung mit Volutengiebel und Erker. Dort befand sich das Kontor der Firma. Eine Tafel mit der Firmeninschrift ist noch erhalten. 1961 wurde der Betrieb nach Sparrieshoop ausgeweitet (Salvana), wobei man zunächst auch noch in Elmshorn weiter produzierte. 1994/95 erfolgte die Renovierung des gesamten Komplexes. Seitdem wird es als Büro- und Wohngebäude genutzt. | Fotos hochladen                         |
|           | Mühlenstraße 11 (53° 45′ 18″ N, 9° 39′ 38″ O)             | Wohn- und Geschäftshaus             | | BW                                      |
|           | Mühlenstraße 31 (53° 45′ 19″ N, 9° 39′ 45″ O)             | Wohnhaus mit Laden                  | | Fotos hochladen                         |
|           | Neue Straße 1 (53° 45′ 11″ N, 9° 38′ 58″ O)               | Wohnhaus                            | | BW                                      |
|           | Peterstraße 3 (53° 45′ 14″ N, 9° 39′ 15″ O)               | Wohnhaus                            | | Fotos hochladen                         |
|           | Roonstraße 4 (53° 45′ 35″ N, 9° 40′ 11″ O)                | Wohnhaus                            | | Fotos hochladen                         |
|           | Roonstraße 6 (53° 45′ 35″ N, 9° 40′ 10″ O)                | Wohnhaus                            | Baujahr: 1912; Baustil: Heimatschutzarchitektur | Fotos hochladen                         |
|           | Roonstraße 8 (53° 45′ 36″ N, 9° 40′ 10″ O)                | Wohnhaus                            | Bauzeit: Anfang 1930er Jahre; Baustil: Heimatschutzarchitektur (verändert) | Fotos hochladen                         |
|           | Roonstraße 10 (53° 45′ 36″ N, 9° 40′ 9″ O)                | Wohnhaus                            | Baujahr: um 1910; Bauherr: Edwin Asmussen; Baustil: Heimatschutzarchitektur | Fotos hochladen                         |
|           | Sandberg 20 (53° 45′ 9″ N, 9° 38′ 50″ O)                  | Wohnhaus                            | Existiert nicht mehr.; Ehemals Hallenhaus mit Utlucht aus dem 18. Jahrhundert | BW                                      |
|           | Sandberg 26 (53° 45′ 9″ N, 9° 38′ 53″ O)                  | Wohnhaus                            | | Fotos hochladen                         |
|           | Sandberg 45 (53° 45′ 9″ N, 9° 38′ 49″ O)                  | Wohnhaus                            | Bauzeit: 1. Viertel 19. Jh.; Baustil: Fachhallenhaus durch Aufstockung verändert | Fotos hochladen                         |
|           | Sandberg 48 (53° 45′ 11″ N, 9° 38′ 46″ O)                 | Ehemalige Schmiede                  | | BW                                      |
|           | Sandberg 49 (53° 45′ 9″ N, 9° 38′ 48″ O)                  | Wohnhaus                            | Bauzeit: 18. Jahrhundert; Baustil: Fachhallenhaus mit Utlucht | Fotos hochladen                         |
|           | Sandberg 51 (53° 45′ 9″ N, 9° 38′ 47″ O)                  | Wohnhaus                            | Baujahr: 1725; Baustil: Fachhallenhaus | Fotos hochladen                         |
|           | Sandberg 52 (53° 45′ 10″ N, 9° 38′ 44″ O)                 | Wohnhaus (ehem. Schule)             | Baujahr: 1860, Anbau 1881; Bauherr: Gemeinde Elmshorn; Ehemaliges Schulgebäude | Fotos hochladen                         |
|           | Sandberg 62 (53° 45′ 11″ N, 9° 38′ 40″ O)                 | Alte Schmiede                       | Bauzeit: Ende 19. Jh.; Bauherr: Barthold Thormählen (Schmiedemeister) | Fotos hochladen                         |
|           | Sandberg 66 (53° 45′ 12″ N, 9° 38′ 39″ O)                 | Wohnhaus                            | Bauzeit: 18. Jahrhundert; Baustil: Hallenhaus mit Utlucht | Fotos hochladen                         |
|           | Sandberg 102 (53° 45′ 18″ N, 9° 38′ 19″ O)                | Alten- u. Pflegeheim                | 2014 abgerissen; Baujahr: 1920; Bauherr: Gesamtarmenverband Elmshorn; Baustil: Heimatschutzarchitektur; Das Herrenhaus ist von 1925, das später Teil des städtischen Altersheimes „Haus Elbmarschen“ wurde. Nach Verkauf an die Regio-Kliniken 2006 und zwischenzeitlichem Leerstand kaufte das Deutsche Rote Kreuz Mitte 2008 das Herrenhaus mit einem angrenzenden Anbau und betrieb dort das Alten- und Pflegeheim „Haus Elveshörn“. Nach Insolvenz des DRK Elmshorn im August 2010 stand das Gebäude zunächst leer und wurde 2014 abgerissen. | Fotos hochladen                         |
|           | Schillerstraße (53° 45′ 35″ N, 9° 39′ 34″ O)              | Straßenpflaster                     | | Fotos hochladen                         |
|           | Schulstraße 13 (53° 45′ 18″ N, 9° 39′ 20″ O)              | Wohn- und Geschäftshaus             | | Fotos hochladen                         |
|           | Schulstraße 18 (53° 45′ 21″ N, 9° 39′ 25″ O)              | Ehemaliges Lagerhaus                | | Fotos hochladen                         |
|           | Schulstraße 20 (53° 45′ 20″ N, 9° 39′ 24″ O)              | Wohn- und Geschäftshaus             | Baujahr 1907; Baustil: Historismus; Architekt: Eduard Junge; Bauherr: I.P.H. Kröger (Musikalienhandlung) | Fotos hochladen                         |
|           | Schulstraße 32 (53° 45′ 19″ N, 9° 39′ 17″ O)              | Bismarckschule (blaue Schule)       | Nach einem Teilabriss der Knabenschule entstand hier 1930/31 das jetzige Schulgebäude. Es handelt sich um einen dreigeschossigen Klinkerbau mit Flachdach. Die klare, schnörkellose Architektur ist beeinflusst vom Dessauer Bauhaus. Sie steht im bewussten Gegensatz zu den „verstaubten“ Schulbauten der Kaiserzeit, deren historisierende Formensprache man als verlogen empfand. Die Fugen der Klinker sind ultramarin eingefärbt, weshalb das Haus von den Elmshornern als „Blaue Schule“ bezeichnet wird. Früher befand sich hier die Realschule am Probstenfeld, heute gehört das Gebäude zur Bismarckschule. | Fotos hochladen                         |
|           | Schulstraße 54 (53° 45′ 16″ N, 9° 39′ 7″ O)               | Wohnhaus                            | Baujahr: 1949 | Fotos hochladen                         |
|           | Zufahrt Friedensallee ()                                  | Grabanlage (Fam. Kölln)             | | Fotos hochladen                         |
|           | Zufahrt Friedensallee (53° 45′ 49″ N, 9° 39′ 32″ O)       | Kapelle                             | | Fotos hochladen                         |
|           | Gooskamp 21 (53° 44′ 58″ N, 9° 40′ 1″ O)                  | Wohn- und Wirtschaftsgebäude        | Baujahr: 1756; Bauherr: Johann Viehmann; Baustil: Niederdeutsches Hallenhaus | Fotos hochladen                         |
|           | Gorch-Fock-Straße 1–36 ()                                 | Siedlung                            | Bauzeit: 1938/39; Bauherr: Gemeinnützige Baugenossenschaft ehemaliger Kriegsgefangener; Mustersiedlung der NS-Zeit | Fotos hochladen                         |
|           | Gorch-Fock-Straße 18–56, Siedlung ()                      | Siedlung                            | siehe oben | Direkt Bild zu diesem Denkmal hochladen |
|           | Hamburger Straße 133 (53° 44′ 59″ N, 9° 40′ 44″ O)        | Ehemalige Fabrikanten-Villa         | Baujahr: um 1900; Baustil: Historismus; Bauherren: Familie Schlüter; Villa zum ehem. gegenüber liegenden Mühlenbetrieb | Fotos hochladen                         |
|           | Hebbelplatz (53° 44′ 18″ N, 9° 39′ 42″ O)                 | Platz                               | Platz mit einheitlicher Backsteinarchitektur der 1920er Jahre, durch Baugenossenschaft erbaut | Fotos hochladen                         |
|           | Klostersande 11 ()                                        | Speichergebäude                     | | Direkt Bild zu diesem Denkmal hochladen |
|           | Klostersande 11 ()                                        | Maschinenhalle                      | | Direkt Bild zu diesem Denkmal hochladen |
|           | Klostersande 17 (53° 44′ 53″ N, 9° 39′ 15″ O)             | Wohnhaus                            | | Fotos hochladen                         |
|           | Klostersande 73 (53° 44′ 44″ N, 9° 38′ 53″ O)             | Wohnhaus                            | | BW                                      |
|           | Klostersande 76 (53° 44′ 46″ N, 9° 38′ 57″ O)             | Giebelhaus                          | Das Haus wurde erstmals im Erdbuch 1775 erwähnt. In der eingemessenen Karte von Klostersande/Wisch von 1786 ist es eingezeichnet. Das Haus wurde in den 1980er Jahren im Inneren stark modernisiert, was aber in den letzten 10 Jahren denkmalgerecht zurückgebaut wurde. | Fotos hochladen                         |
|           | Klostersande 78 (53° 44′ 46″ N, 9° 38′ 56″ O)             | Wohnhaus                            | | Fotos hochladen                         |
|           | Langelohe 1 (53° 45′ 14″ N, 9° 40′ 0″ O)                  | Villa                               | | Fotos hochladen                         |
|           | Mittelweg 41 (53° 44′ 49″ N, 9° 39′ 5″ O)                 | Ehemaliges Wohnhaus                 | Baujahr: urspr. 1721; Bauherr: Hinrich Rode, Baustil: Kate mit Utlucht; Rekonstruktion aus den 1980er Jahren | Fotos hochladen                         |
|           | Mittelweg 45 (53° 44′ 49″ N, 9° 39′ 3″ O)                 | Wohnhaus                            | Baujahr: 1763; Bauherr: Kommune Klostersande; Als erste Schule in Klostersande gebaut | Fotos hochladen                         |
|           | Mittelweg 49 (53° 44′ 48″ N, 9° 39′ 2″ O)                 | Giebelhaus                          | Baujahr: 1819; Bauherr: Kommune Klostersande; Als zweite Schule in Klostersande gebaut; 1980/81 restauriert, erst AWO Seniorenzentrum, seit 2016 AWO Stadtteil-Treffpunkt Klostersande | Fotos hochladen                         |
|           | Mühlendamm (53° 45′ 18″ N, 9° 40′ 12″ O)                  | Freibad Verkaufspavillon            | Bauzeit: Anfang 1950er Jahre | Fotos hochladen                         |
|           | Mühlendamm (53° 45′ 19″ N, 9° 40′ 14″ O)                  | Freibad Umkleidetrakt               | | BW                                      |
|           | Mühlendamm ()                                             | Freibad Wohnhaus des Bademeisters   | | Direkt Bild zu diesem Denkmal hochladen |
|           | Mühlenkamp 2 (53° 45′ 9″ N, 9° 39′ 56″ O)                 |                                     | | BW                                      |
|           | Ollnsstraße ()                                            | Straße                              | | Fotos hochladen                         |
|           | Ollnsstraße 10 (53° 44′ 52″ N, 9° 39′ 21″ O)              | Wohnhaus                            | | BW                                      |
|           | Peltzerberg 15 (53° 44′ 50″ N, 9° 38′ 58″ O)              | Wohnhaus                            | | Fotos hochladen                         |
|           | Probstendamm 7 (53° 45′ 10″ N, 9° 39′ 17″ O)              | Torhaus                             | Der Gerbermeister Johann Hinrich Strecker gründete 1856 in der Königstraße eine Lederfabrik, die später auf das Südufer der Krückau verlegt wurde. Seine Nachfolger übernahmen 1914 die benachbarte Lederfabrik Petersen. Das heutige Torhaus war das Verbindungsgebäude zwischen den beiden Fabriken. Es wurde 1918 als Backsteinrohbau errichtet. Nach dem Konkurs der Firma Strecker um 1927 übernahm die Stadt Elmshorn das Torhaus und nutzte es zunächst als Obdachlosenheim, dann als Sitz der Stadtbücherei. 1980 renovierte die Stadt das Gebäude und stellte es dem Kunstverein und dem Verkehrs- und Bürgerverein zur Verfügung. | Fotos hochladen                         |
|           | Reichenstraße 7 (53° 44′ 59″ N, 9° 39′ 26″ O)             | Verkaufs- und Verwaltungsgebäude    | 1951 gründete der Kaufmann Walter Sachau in Elmshorn die Firma Teppich-Kibek, einen Versandhandel für Teppiche. Vier Jahre später war Kibek schon das größte Teppichhaus der Welt. Das 1958 gebaute Hochhaus war über viele Jahre der Stammsitz des Unternehmens. Es wurde im März 2006 als Firmensitz und Fachmarkt aufgegeben zugunsten eines verkehrsgünstig gelegenen Neubaus am Stadtrand. | Fotos hochladen                         |
|           | Reichenstraße 10a (53° 44′ 57″ N, 9° 39′ 26″ O)           | Ehemaliges Speichergebäude          | Das Gebäude wurde 1817 vom Schmied Hans Hinrich Bockel unter Verwendung von gelben Klinkern gebaut und enthielt auch eine Schmiedewerkstatt. Die gelben Steine hatte das Walfangschiff Flora auf seiner Überführungsfahrt von Flensburg mitgebracht. 1882 erwarb der Mühlenbesitzer Peter Kölln das Haus und richtete hier eine Mälzerei ein. Nachdem der Betrieb 1899 ans Südufer des Hafens verlegt worden war, nutzte Kölln das Haus nur noch als Lager und Speicher. Ab 1979 war vorübergehend in dem Gebäude ein Tanzlokal eingerichtet. | Fotos hochladen                         |
|           | Vormstegen 27 (53° 45′ 1″ N, 9° 39′ 23″ O)                | Wohn- und Geschäftshaus             | | Fotos hochladen                         |
|           | Wilhelmstraße 34 (53° 44′ 28″ N, 9° 38′ 18″ O)            | Wohnhaus                            | Baustil: Niederdeutsches Hallenhaus in T-Form | Fotos hochladen                         |
|           | Wilhelmstraße 59 (53° 44′ 17″ N, 9° 38′ 16″ O)            | Wohnhaus und Wirtschaftsgebäude     | Baustil: Niederdeutsches Hallenhaus | Fotos hochladen                         |